# تپه شورچه ۲ (کنگاور)
تپه شورچه ۲ مربوط به مس وسنگ جدید- دوران‌های تاریخی پس از اسلام است و در شهرستان کنگاور، بخش مرکزی، روستای شورچه واقع شده و این اثر در تاریخ ۱۱ مرداد ۱۳۸۴ با شمارهٔ ثبت ۱۲۴۸۸ به‌عنوان یکی از آثار ملی ایران به ثبت رسیده است.